# Ferencz József (püspök, 1908–1994)
Ferencz József (Dicsőszentmárton, 1908. augusztus 30. – Budapest, 1994. szeptember 20.) a Magyarországi Unitárius Egyház első püspöke, teológus, történész.

## Életútja
Édesapja dr. Ferencz Ákos megyei tiszti főügyész volt, édesanyja Serényi Vilma. Nagyapja Ferencz József erdélyi unitárius püspök, aki hosszú évtizedeken keresztül vezette az egyházat.
Elemi iskoláit Dicsőszentmártonban kezdte, majd Kolozsváron fejezte be, 1926-ban érettségizett. Felsőfokú tanulmányait 1926 őszén kezdte meg a Kolozsvári Unitárius Teológiai Akadémián és a helyi tudományegyetem bölcsészeti karán. Az 1928-29-es tanévre egyháza révén ösztöndíjasként, a bécsi magyar Collegium Hungaricum tagja, és a bécsi bölcsészeti és teológiai fakultáson hallgatott előadásokat. Az 1929-30-as akadémiai év első felét a marburgi protestáns egyetemen hallgatta, itt készítette el teológiai szakdolgozatait is. Az 1930-31-es akadémiai évben részben Párizsban, részben Genfben tanult teológiát. 1931. szeptember 1-jén dr. Boros György kolozsvári püspök kiküldte egy évre Budapestre, hogy helyettesítse a Manchesterben tanuló Pethő István hitoktató lelkészt. Az év letelte után dr. Csiki Gábor mellett helyettes lelkész lett a második budapesti, Hőgyes Endre utcai templomban. 1937. január 1-e után központi missziói lelkész volt, és Józan Miklós püspöki vikárius mellett előadó-titkár.
1944 nyarán Kolozsvárt egyháztörténelem egyházjog szaktantárgyakból teológiai tanári vizsgát tett. 1944 őszén az ostromot családjával együtt Budán élték át. 1945 után igen sok unitárius lelkész gyűlt össze Budapesten. A második világháborút követően világi vezetőként szolgálta tovább egyházát.
A világi pályán eltöltött, mintegy 12 év alatt folyamatos kapcsolatot tartott egyházával. 1969-ben a chicagói Meadville Lombard unitárius teológia vendégprofesszora, itt avatták teológiai doktorrá.
1970 decemberében váratlanul elhunyt Remetei Filep Imre püspöki helynök.  Az 1971. május 23-án tartott Zsinati Főtanács dr. Ferencz Józsefet választotta meg a Magyarországi Unitárius Egyház első püspökének. 1971 októberében szentelték püspökké.
Ifj. Bartók Béla főgondnokkal vezették az egyházat igen eredményesen, és képviselték az unitárius vallást állami, egyházközi és nemzetközi szinten. 1988-ban, 80. életévének betöltését követően nyugalomba vonult. 1994. szeptember 20-án, nem sokkal azután, hogy betöltötte 86. életévét, elhunyt. A Farkasréti temetőben helyezték örök nyugalomra. A Nemzeti Örökség Intézete védetté nyilvánította a sírhelyét.

## Munkássága
Budapesten helyettesítő hitoktató-lelkész volt 1931–1933-ban. Utána a budapesti Unitárius Misszióház helyettes lelkésze 1933–1936 között. 1934-35-ben az oxfordi Manchester College hallgatója, és ebben az időben több angliai unitárius gyülekezetben is szolgált. 1937–1944 között Budapesten központi missziói lelkész és Józan Miklós püspöki vikárius előadó-titkára. A Kivándorlási Iroda igazgatója, a Magyarok Világszövetségének (MVSZ) titkára 1945-ben. A Budapesti Unitárius Egyházközség gondnoka 1945–1947 között. A Pénzintézeti Központ munkatársa (1952–1957), majd a Magyarországi Unitárius Egyház köri felügyelő gondnoka (1957–1971). Közben 1969-ben a chicagói unitárius teológiai akadémia vendégprofesszora volt.
1971–1988 között a Magyarországi Unitárius Egyház első püspöke. Az International Association for Religious Freedom (IARF) elnökségi tagja volt 1972 és 1993 között. Az Unitárius Élet felelős szerkesztője 1971-től 1989-ig.

## Művei
- Az unitárizmus és a magyar unitárius egyház története.[6] Tankönyv az 5-6. osztályos tanulók számára. Budapest, 1950.
- Adatok az újabb Servetus irodalomhoz[7]  (1959 – tanulmány)
- Az Amerikai Univerzálista Egyház története[8]  (1960 – tanulmány)
- Parker and Hungarian Unitarians (1960 – tanulmány)
- Dávid Ferenc és magyarországi küzdőtársai (tanulmány)
- De falsa et vera-ról (tanulmány)

Az Unitárius Életben jelentek meg beszédei és tanulmányai. Levelezése és kéziratos hagyatéka, köztük sok tanulmánya a Levéltárban található. Terjedelem: 5 doboz = 0,70 ifm (iratfolyóméter). Ugyanitt van egy magnószalag Ferencz József püspök és ifj. Bartók Béla hangjával 1980-ból.